# Krzysztof Bardski
Krzysztof Lech Bardski (ur. 28 stycznia 1962 w Warszawie) – polski duchowny rzymskokatolicki, profesor doktor habilitowany nauk teologicznych, nauczyciel akademicki, tłumacz Biblii.

## Życiorys
Syn Jerzego i Xeni z d. Pietrusińskiej. Naukę w szkole podstawowej pobierał w Polsce i w Hiszpanii. Maturę uzyskał w 1980 w VI Liceum Ogólnokształcącym im. Tadeusza Reytana w Warszawie, gdzie działał w 1 Warszawskiej Drużynie Harcerskiej  im. Romualda Traugutta „Czarna Jedynka”. W latach 1980–1981 studiował filologię angielską i niemiecką na Universidade Nova de Lisboa w Portugalii.
W 1987 ukończył Wyższe Metropolitalne Seminarium Duchowne w Warszawie i przyjął święcenia kapłańskie. W 1997 obronił pracę doktorską pt. „Commentarius in Ecclesiasten” Hieronima. Od intencji tekstu do tradycji interpretacyjnych w Papieskim Instytucie Biblijnym w Rzymie. W 2004 uzyskał stopień doktora habilitowanego na podstawie rozprawy Pokarm i napój miłości. Symbolizm w ponaddosłownej interpretacji Biblii w tradycji Kościoła i dorobku naukowego. W 2012 otrzymał tytuł profesora nauk teologicznych. Kierownik Katedry Filologii Biblijnej na Wydziale Teologicznym UKSW. Wykładowca na Papieskim Wydziale Teologicznym w Warszawie.
Tłumacz i redaktor Biblii Ekumenicznej i Biblii Edycji św. Pawła. Autor, tłumacz i redaktor książek i artykułów naukowych o tematyce biblijnej i patrystycznej. W latach 2008–2013 Członek Zarządu Stowarzyszenia Biblistów Polskich. Konsultor Sekcji Nauk Biblijnych w Komisji Nauki Wiary w Konferencji Episkopatu Polski. Ekspert Narodowego Centrum Nauki. 2 lutego 2024 został powołany w skład zespołu doradczego do oceny wniosków o przyznanie stypendiów ministra nauki i szkolnictwa wyższego dla studentów i wybitnych młodych naukowców.
Pełni posługę duszpasterską jako rekolekcjonista i spowiednik dla Sióstr Misjonarek Miłości.

## Wybrane publikacje książkowe
- Craig S. Keener, Komentarz historyczno-kulturowy do Nowego Testamentu, Warszawa 2000, Vocatio, ISBN 83-7146-153-4, red. naukowa wyd. polskiego (wraz z Waldemarem Chrostowskim)
- Pokarm i napój miłości. Symbolizm w ponaddosłownej interpretacji Biblii w Tradycji Kościoła, Warszawa 2004, Vocatio, ISBN 83-7146-209-3
- Słowo oczyma gołębicy. Metodologia symboliczno-alegorycznej interpretacji Biblii oraz jej teologiczne i duszpasterskie zastosowanie, Warszawa 2007, Wydawnictwo Archidiecezji Warszawskiej, ISBN 978-83-87989-84-2
- Język grecki Nowego Testamentu. Podręcznik, Warszawa 2008, Vocatio, ISBN 978-83-7146-229-0
- W kręgu symboli biblijnych, Kraków 2010, Wydawnictwo PETRUS, ISBN 978-83-61533-66-5
- Gerald F. Hawthorne, Ralph P. Martin, Daniel G. Reid (red.), Słownik teologii św. Pawła, Warszawa 2010, Vocatio, ISBN 978-83-7492-097-1, red. naukowa wyd. polskiego
- Alegoryczno-symboliczna interpretacja Biblii, Kraków 2016, Wydawnictwo PETRUS, ISBN 978-83-7720-377-4